# Dietlof Reiche
Dietlof Reiche (* 31. März 1941 in Dresden) ist ein deutscher Schriftsteller von vorwiegend historisch geprägten Kinder- und Jugendbüchern.

## Leben
Reiche wuchs in einem Dorf in der Nähe der bayerischen Stadt Nördlingen (1945–1952) sowie im hessischen Königstein im Taunus auf. Dort legte er 1961 sein Abitur ab. In der Folge verpflichtete sich als Berufsoffizier bei der Bundeswehr und studierte zwischen 1964 und Maschinenbau an der Technischen Hochschule Darmstadt. Nachdem er anschließend die Bundeswehr verlassen hatte, war er als Diplomingenieur zwischen 1970 und 1974 wissenschaftlicher Mitarbeiter im Fachgebiet Arbeitswissenschaft der Hochschule. Später nahm er noch ein Zweitstudium der Soziologie auf.
Mitte der 1970er Jahre wandte sich Reiche dem Schreiben zu und feierte gleich mit seinem ersten Jugendbuch Der Bleisiegelfälscher einen großen Erfolg. Zwischen 1990 und 1998 war er darüber hinaus als Skriptschreiber für Synchronstudios sowie als Grafikdesigner tätig. Reiche lebt und arbeitet als freier Schriftsteller in Hamburg und ist seit 1987 kinderlos verheiratet. Er ist der Bruder des Comiczeichners Volker Reiche.

## Bücher
- Der Bleisiegelfälscher. Anrich-Verlag, Weinheim, 1977, ISBN 978-3-920-11037-0.
- Der verlorene Frühling. Die Geschichte von Louise Coith und dem Lokomotivheizer Hannes Bühn, der zum Barrikadenbauer wurde. Frankfurt 1848. Anrich-Verlag, Weinheim, 1979, ISBN 978-3-920-11050-9.
- Zeit der Freiheit. Die Angst des Engelwirts vor den Preußen. Baden 1849. Anrich-Verlag, Weinheim, 1998, ISBN 978-3-891-06369-9.
- Geisterschiff. Carl Hanser Verlag, München, 2002, ISBN 978-3-446-20187-3.
- Keltenfeuer. Carl Hanser Verlag, München, 2004, ISBN 978-3-446-20517-8.
- Die Hexenakte. dtv Verlagsgesellschaft, München, 2007, ISBN 978-3-423-62387-2.

Freddy-Reihe
- Freddy. Ein wildes Hamsterleben. Gulliver, Weinheim, 1998, ISBN 978-3-891-06378-1.
- Freddy. Ein Hamster lebt gefährlich. Gulliver, Weinheim, 1999, ISBN 978-3-891-06388-0.
- Freddy. Ein Hamster greift ein. Gulliver, Weinheim, 2000, ISBN 978-3-891-06404-7.
- Freddy und die Frettchen des Schreckens. Gulliver, Weinheim, 2001, ISBN 978-3-891-06418-4.
- Freddy. Ein Hamster ist verliebt. Gulliver, Weinheim, 2003, ISBN 978-3-891-06433-7.
- Freddy. Ein Hamster packt aus. Gulliver, Weinheim, 2008, ISBN 978-3-407-74083-0.

## Auszeichnungen
- 1977: Oldenburger Kinder- und Jugendbuchpreis (für Der Bleisiegelfälscher)
- 1978: Deutscher Jugendliteraturpreis (für Der Bleisiegelfälscher)
- 1978: Auswahlliste für den Deutschen Jugendliteraturpreis (für Der verlorene Frühling)
- 1985: Arbeitsstipendium des Hessischen Ministeriums für Wissenschaft und Kunst
- 1988: Kurzgeschichtenpreis des Hamburger Abendblattes
- 2003: Segeberger Feder
- 2008: Struwwelpippi-Kinderbuchautorenresidenz in Echternach